# Alcobaça (freguesia)

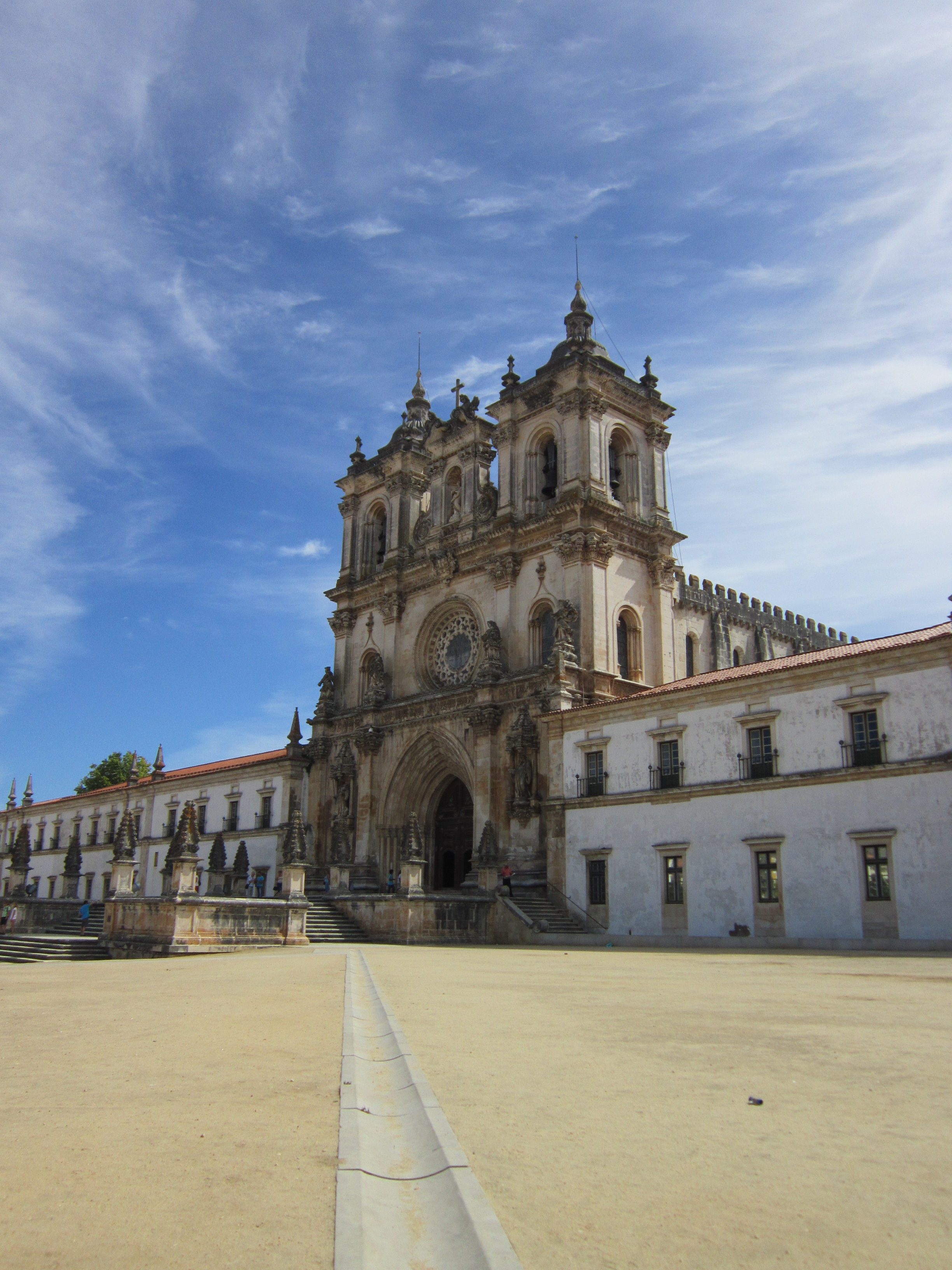
"Mosteiro d'Albobaça"

Alcobaça és una freguesia al municipi d'Alcobaça, a la Subregió de l'Oeste, antigament inclosa a la provincia d'Estremadura. La ciutat va créixer al llarg de les valls dels rius Alcoa i Baca, d'on deriva el seu nom. La ciutat té 15.800 habitants.
La ciutat d'Alcobaça va esdevenir notablement coneguda quan Alfonso Henriques va decidir construir-hi una església per celebrar la Conquesta de Santarem, l'any 1147. Més endavant l'església es va convertir en el Monestir d'Alcobaça, una de les millors mostres del gòtic portuguès. A l'església del complex es troben les tombes del rei Pere I i de la seva amant Inês de Castro. Al llarg dels anys el monestir va tenir un paper important en la cultura portuguesa.
Uns quilòmetres al nord d'Alcobaça es troba el Monestir de Batalha, un altre magnífic edifici del gòtic portuguès construït en memòria d'una altra batalla important, la batalla d'Aljubarrota. A l'oest d'Alcobaça es troba la coneguda vil·la pesquera de Nazaré, avui dia una ciutat. Al sud de la ciutat es troba Caldas da Rainha i la pintoresca ciutat medieval d'Óbidos. Al nord-est es troba la ciutat de Porto de Mós, amb el seu castell reconstruït.